# Nhân tố bí ẩn (nhượng quyền)
The X Factor là thương hiệu truyền hình cuộc thi âm nhạc được tạo ra bởi nhà sản xuất người Anh Simon Cowell và công ty của anh ấy Syco Entertainment. Nó bắt nguồn từ Vương quốc Anh, nơi nó được dùng để thay thế cho Thần tượng nhạc Pop (2001-2003), và đã được chuyển thể thành nhiều tác phẩm khác nhau tại các Quốc gia. Tiêu đề "X Factor" đề cập đến "thứ gì đó" không thể xác định được tạo nên chất lượng ngôi sao.
Giải thưởng thường là một hợp đồng thu âm, ngoài ra còn có tác dụng công khai mà sự xuất hiện trong giai đoạn sau của chương trình tự tạo ra, không chỉ cho người chiến thắng mà còn cho các thí sinh được xếp hạng cao khác.
Không giống như Thần tượng âm nhạc, nơi ban giám khảo chỉ phê bình màn trình diễn của các thí sinh, trong The X Factor, mỗi giám khảo "cố vấn" cho các thí sinh vào chung kết trong một hạng mục cụ thể, giúp họ lựa chọn và tạo kiểu bài hát, đồng thời cùng nhau tham gia  giám khảo các thí sinh ở các hạng mục khác.  Không chỉ Idol, mà còn có các chương trình ca hát mới như The Voice ,  The Four  và All Together Now đã trở thành đối thủ và trở nên phổ biến trong những năm gần đây.
Tương tự như Got Talent, nhượng quyền thương mại duy trì một kênh YouTube, được gọi là X Factor Global. Kênh đăng tải các clip về các chương trình X Factor từ khắp nơi trên thế giới. Kênh hiện có hơn 3 triệu người đăng ký. Có nhiều kênh khác như thế này. Ngoài ra, nhiều chương trình X Factor cá nhân có kênh YouTube riêng của họ, chẳng hạn như X Factor India.

## Phiên bản quốc tế
Hiện đang phát sóng
     Đã ngưng phát sóng nhưng dự kiến phát sóng lại trong tương lai
     Không còn phát sóng
     Bị hủy trong quá trình sản xuất
     Phát sóng mùa sau
| Quốc gia/Lãnh thổ | Tên phiên bản | Kênh | Dẫn chương trình | Giám khảo | Người chiến thắng |
| --- | --- | --- | --- | --- | --- |
| Albania · Kosovo | X Factor | TV Klan                                                                                                   | - Alketa Vejsiu | - Pandi Laço (1–4) - Alban Skënderaj (1–4) - Vesa Luma (1) - Juliana Pasha (1) - Altuna Sejdiu (2–3) - Soni Malaj (2–3) - Miriam Cani (4) - Bleona Qereti (4) | - Mùa 1, 2012: Sheila Haxhiraj - Mùa 2, 2012–13: Arilena Ara - Mùa 3, 2013–14: Ergi Dini† - Mùa 4, 2015: Edea Demaliaj |

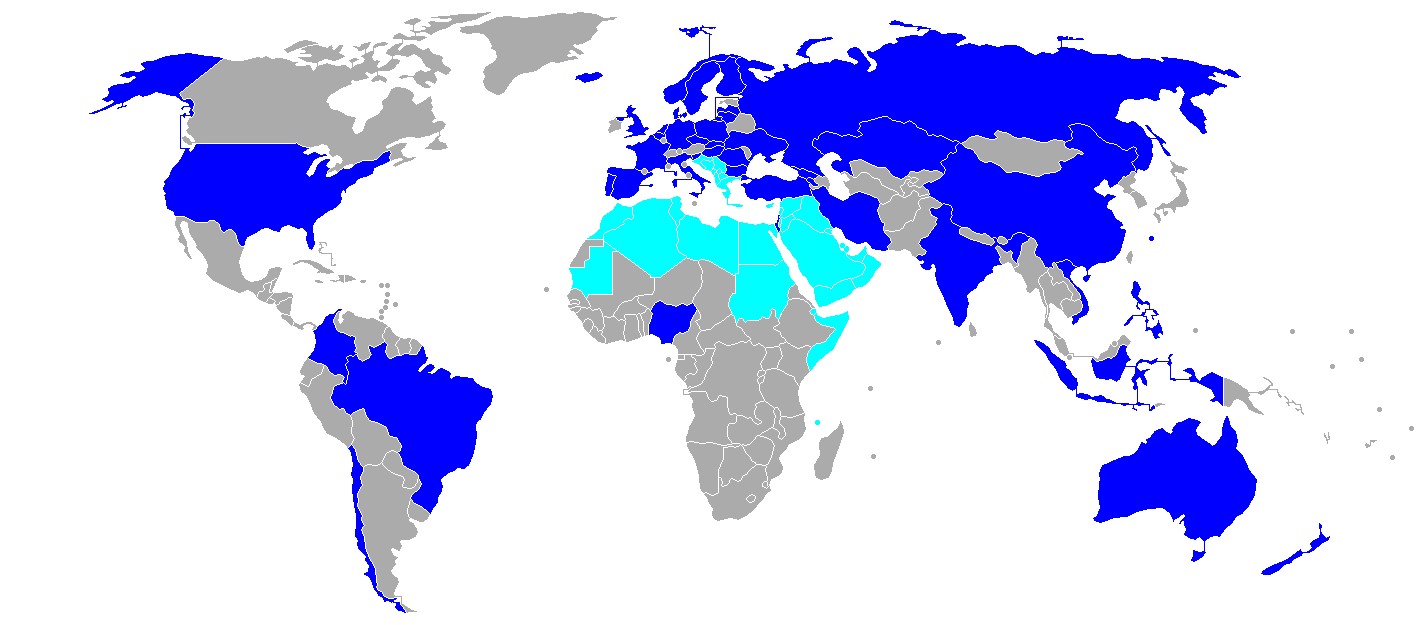
Location of different franchises of The X Factor
Phiên bản cá nhân
1 phần của Phiên bản chung
Phiên bản chung

| - Liên đoàn Ả Rập - Algérie - Comoros - Djibouti - Ai Cập - Iraq - Jordan - Kuwait - Liban - Morocco - Oman - Qatar - Saudi Arabia - Somalia - Sudan - Syria - Tunisia - Bản mẫu:Country data Tiểu vương Ả Rập Thống nhất - Yemen | The X Factor سير النجاحX | Rotana (1–2) CBC (3) MBC 4 (4) Dubai TV / dmc Egypt (5)                                                   | - Nathalie Maamary (1) - Joelle Rahme (1–2) - Yosra El Lozy (3) - Bassel Alzaro (3–4) - Wael Mansour (4) - Daniella Rahme (4) - Samer al-Masry (5) - Rami Radwan (5) - Maryam Said (5) | - Nelly (1) - Michel Elefteriades (1–2) - Khaled El Sheikh (1–2) - Anoushka (2) - Carole Samaha (3) - Hussain Al Jasmi (3) - Wael Kfoury (3) - Elissa (3–4) - Ragheb Alama (4) - Donia Samir Ghanem (4–5) - Saber Rebaï (5) - Najwa Karam (5) - Majid Al Mohandis (5) | - Mùa 1, 2006: Rajaa Kasabni - Mùa 2, 2007: Muhammad El Majzoub - Mùa 3, 2013: Mohammed Rifi - Mùa 4, 2015: Hamza Hawsawi - Mùa 5, 2017–2018: Rabih al Nussaybi |
| - Armenia | ԻՔՍ–ՖԱԿՏՈՐ X–Factor | Shant TV                                                                                                  | - Grisha Aghakhanyan (3–4) - Avet Barseghyan (3) - Aram Mp3 (1–2) | - Garik Papoyan (1–4) - André (2–4) - Erik Karapetyan (4) - Shushanik Arevshatyan (4) - Emmy (3) - Egor Glumov (1, 3) - Naira Gyurjinyan (1–2) - Gisane Palyan (1–2) | - Mùa 1, 2010–11: Vrezh Kirakosyan - Mùa 2, 2012–13: Kim Grigoryan - Mùa 3, 2014: Vahé Margaryan - Mùa 4, 2016–17: Edgar Ghandilyan |
| Úc | The X Factor | Seven Network (2–8) Network Ten (1)                                                                       | - Jason Dundas (8) - Luke Jacobz (2–7) - Daniel MacPherson (1) - Chloe Maxwell (The Xtra Factor,1) - Natalie Garonzi (The Xtra Factor, 2) | - Guy Sebastian (2–4, 7–8) - Mel B (3–4, 8) - Iggy Azalea (8) - Adam Lambert (8) - Dannii Minogue (5–7) - James Blunt (7) - Chris Isaak (7) - Redfoo (5–6) - Natalie Bassingthwaighte (3–6) - Ronan Keating (2–6) - Natalie Imbruglia (2) - Kyle Sandilands (2) - Kate Ceberano (1) - Mark Holden (1) - John Reid (1) | - Mùa 1, 2005: Random - Mùa 2, 2010: Altiyan Childs - Mùa 3, 2011: Reece Mastin - Mùa 4, 2012: Samantha Jade - Mùa 5, 2013: Dami Im - Mùa 6, 2014: Marlisa Punzalan - Mùa 7, 2015: Cyrus Villanueva - Mùa 8, 2016: Isaiah Firebrace |
| - Các nước Balkan - Bosnia and Herzegovina - Croatia - Macedonia - Montenegro - Bản mẫu:FlagSerbia | X Factor Adria | TV Sitel (1–2) Federalna (1–2) RTV Pink (1) RTL Televizija (2) Prva (2) RTRS (2)                          | - Ana Grubin (live shows, 1) - Bane Jevtić (1, Auditions, backstage, 1) - Snezana Velkov (1, Auditions, backstage, 1) - Una Senić (X Star, judges' houses, 1) - Antonija Blaće (selection process, live shows, 2) - Aleksandar Radojičić (selection process, live shows, 2) - Nikolina Pišek (backstage, 2) | - Željko Joksimović (1–2) - Emina Jahović (1) - Kiki Lesendrić (1) - Kristina Kovač (1) - Aleksandra Kovač (2) - Massimo Savić (2) - Tonči Huljić (2) | - Season 1, 2013–14: Daniel Kajmakoski - Season 2, 2015: Amel Ćurić |
| Belarus | X Factor Belarus | Belteleradiocompany                                                                                       | - Vladimir Bogdan - Marianna Murenkova | - Sergey Sosedov - Ruslan Alekhno - Seryoga - Olga Buzova | - 2020: Bị hủy. - Mùa 1, 2021: Lên kế hoạch. |
| Belgium | X Factor | vtm | - Hadise (2) - Koen Wauters (1) | - Kris Wauters (1–2) - Jean Blaute (1) - Liliane Saint-Pierre (1) - Maurice Engelen (2) - Do (2) | - Mùa 1, 2005: Udo Mechels - Mùa 2, 2008: Dirk De Smet |
| Bolivia | Factor X Bolivia | Red Uno                                                                                                   | - Carlos Rocabado - Ximena Zalzer | - Ángel López (1) - Andrés Barba (1–2) - Mayra Gonzales (1–2) - Matamba (2) - Chris Syler (1–2) | - Mùa 1, 2018: Juan Lovera - Mùa 2, 2019: DÚO MÍA - Mùa 3, 2022: TBA |
| Brazil | X Factor | Band Website TNT                                                                                          | - Fernanda Paes Leme (X Factor) - Maurício Meirelles (Pré-Factor) | - Rick Bonadio - Alinne Rosa - Di Ferrero - Paulo Miklos | - Mùa 1, 2016: Cristopher Clark - Mùa 2, 2017: Bị hủy |
| Bulgaria | X Factor | NovaTv Website Lưu trữ ngày 11 tháng 8 năm 2016 tại Wayback Machine                                       | - Maria Ignatova (2–5) - Alexandra Raeva (2–5) - Deo (1) | - Krisko (4–5) - Sanya Armutlieva (2–5) - Lubo Kirov (2–3, 5) - Zaki (2–3, 5) - Maria Ilieva (1–3) - Poli Genova (1) - Vasko Vasilev (1) - Maga (1) - Lucy Diakovska (4) - Magarditch Halvadjian (4) | - Mùa 1, 2011: Raffi Boghosyan - Mùa 2, 2013: Zhana Bergendorff - Mùa 3, 2014–15: Slavin Slavchev - Mùa 4, 2015–16: Christiana Louizu - Mùa 5, 2017: 4 Magic |
| Campuchia | X Factor Cambodia | Hangmeas Website Lưu trữ ngày 7 tháng 1 năm 2011 tại Wayback Machine                                      | - Chea Vibol - Chan Keonimol | - Aok Sokunkanha - Khemarak Sereymun - Nop Bayyareth - Sok Seylalin | - Mùa 1, 2019: Chan Sopanha |
| Chile | Factor X | TVN Website                                                                                               | - Julián Elfenbein | - Tito Beltrán - Karen Doggenweiler - Mon Laferte (2) - José Luis Rodríguez (2) - Zeta Bosio (1) | - Mùa 1, 2011: Sergio Járlaz - Mùa 2, 2012: Juan Gabriel Valenzuela |
| China | The X Factor: 激情唱响 The X Factor: Passionate Singer (1) The X Factor: 中国最强音 The X Factor: China's Strongest Voice (2) | Liaoning TV (1) HBS:Hunan TV (2)                                                                          | - Da Zuo (1) - Shao Wenjie (1) - Zhu Dan (2) - He Jiong (2) | - Angie Chai Chih–ping (1) - Aduo (1) - Chen Ming (1) - Chen Yufan (1) - Eason Chan Yik–shun (2) - Lo Ta-yu (2) - Zheng Jun (2) - Zhang Ziyi (3) | - Mùa 1, 2011: Li Shangshang - Mùa 2, 2012: Chen Yumeng |
| Colombia | El Factor X The X Factor | RCN TV Website                                                                                            | - Andrea Serna (2005–2015) | - José Gaviria - Marbelle (2005–2015) - Juan Carlos Coronel (2005–2015) | - Mùa 1, 2005: Julio César Meza - Mùa 2, 2006: Francisco Villarreal - Mùa 3, 2009: Siam - Mùa 4, 2020: TBA |
| Colombia | El Factor X: Batalla de las Estrellas The X Factor: Battle of the Stars                                                       | RCN TV Website                                                                                            | - Andrea Serna (2005–2015) | - José Gaviria - Marbelle (2005–2015) - Juan Carlos Coronel (2005–2015) | - Mùa 1, 2006: Luz Amparo Álvarez |
| Colombia | El Factor Xs | RCN TV Website                                                                                            | - Andrea Serna (2005–2015) | - Marbelle - José Gaviria - Juan Carlos Coronel (1, 3) - Wilfrido Vargas (2) | - Mùa 1, 2006: Andres Camilo Hurtado - Mùa 2, 2007: Camilo Echeverry Correa - Mùa 3, 2011: Shaira Selena Peláez |
| Colombia | El Factor X Familia | RCN TV Website                                                                                            | - Andrea Serna (2005–2015) | - Marbelle - José Gaviria - Juan Carlos Coronel - Reykon | - Mùa 1, 2015: Dúo Herencia |
| Costa Rica | Factor X Costa Rica | Repretel 6                                                                                                | - Patricia Figueroa (1) | - Joey Montana (1) - Rosario (1) - Carlo Supo (1) - Percance (1) | - Mùa 1, 2021-22: TBD |
| Czech Republic | X Factor | TV Nova Website                                                                                           | - Leoš Mareš | - Gabriela Osvaldová - Ondřej Soukup - Petr Janda | - Mùa 1, 2008: Jiří Zonyga |
| Czech Republic · Slovakia | X Factor | Prima family Website Lưu trữ ngày 12 tháng 8 năm 2016 tại Wayback Machine TV JOJ Website                  | - Martin Rausch | - Celeste Buckingham - Ondřej Brzobohatý - Sisa Sklovská - Oto Klempíŕ | - Mùa 1, 2014: Peter Bažík |
| Denmark | X Factor | TV 2 (12–) DR (1–11)                                                                                      | - Sofie Linde Ingversen (9–) - Lise Rønne (1–2, 4–5, 14 Live Shows) - Eva Harlou (7–8) - Signe Molde (6) - Emil Thorup (Xtra Factor, 6) - Thomas Skov (X Factor Backstage, 8) - Joakim Ingversen (11 from 1st to 2nd live shows) - Melvin Kakooza (14 Bootcamp) - Joakim Ingversen (Ultra Factor, 9–11) - Jacob Riising (Ultra Factor, 11) - Rasmus Brohave (Z Factor, 12)                                                                                           | - Thomas Blachman (1–2, 4–) - Kwamie Liv (15–) - Martin Jensen (14–) - Lina Rafn (1–2, 7–8) - Remee (1–3, 7–11) - Soulshock (3) - Pernille Rosendahl (3–5) - Cutfather (4–5) - Ida Corr (6) - Anne Linnet (6) - Mette Lindberg (9–10) - Sanne Salomonsen (11) - Ankerstjerne (12–13) - Oh Land (12–14) | - Mùa 1, 2008: Martin Hoberg Hedegaard - Mùa 2, 2009: Linda Andrews - Mùa 3, 2010: Thomas Ring Petersen - Mùa 4, 2011: Sarah Skaalum Jørgensen - Mùa 5, 2012: Ida Østergaard Madsen - Mùa 6, 2013: Chresten Falck Damborg - Mùa 7, 2014: Anthony Jasmin - Mùa 8, 2015: Emilie Esther - Mùa 9, 2016: Embrace - Mùa 10, 2017: Morten Nørgaard - Mùa 11, 2018: Place on Earth - Mùa 12, 2019: Kristian Kjærlund - Mùa 13, 2020: Alma Agger - Mùa 14, 2021: Solveig Lindelof - Mùa 15, 2022: TBA |
| Ecuador | Factor X Kids Ecuador | Ecuavisa                                                                                                  | - Ursula Strenge | - Jorge Luis del Hierro (1) - Pamela Cortéz (1) - Maykel Cedeño (1) | - Mùa 1, 2015: Celena Rosero |
| Finland | X Factor | MTV3 | - Heikki Paasonen (1) - Jukka Rossi (Xtra Factor, 1) - Ile Uusivuori (2) - Viivi Pumpanen (2) | - Linda Brava (1) - Renne Korppila (1) - Gugi Kokljuschkin (1) - Saara Aalto (2) - Michael Monroe (2) - Mikael Gabriel (2) - Suvi Teräsniska (2) | - Mùa 1, 2010: Elias Hämäläinen - Mùa 2, 2018: Tika Liljegren |
| Pháp | X Factor | W9 (1) M6 (2) RTL–TVI                                                                                     | - Sandrine Corman (2) - Jérôme Anthony (F@n Factor, 2) - Alexandre Devoise (1) | - Henry Padovani (2) - Olivier Schultheis (2) - Véronic DiCaire (2) - Christophe Willem (2) - Marc Cerrone (1) - Julie Zenatti (1) - Alain Lanty (1) | - Mùa 1, 2009: Sébastien Agius - Mùa 2, 2011: Matthew Raymond-Barker |
| - Georgia | X Factor Georgia X ფაქტორი | Rustavi 2 (1–4) Imedi TV (5)                                                                              | - Gega Palavandishvili (1) - la Sukhitashvili (1) - Giorgi Kipshidze (2) - Ruska Makashvili (3–5) - Erekle Getsadze (3) - Vaniko Tarkhnishvili (4–5) | - Giorgi Gabunia (1–4) - Sopho Toroshelidze (1) - Tamta (1–2, 5) - Sofia Nizharadze (2–4) - Anri Jokhadze (2,5) - Nina Sublatti (3) - Nika Gvaramia (3) - Dato Porchkhidze (3) - Lela Tsurtsumia (4) - Stephane Mgebrishvili (1,4–5) - Naniko Khazaradze (5) - Dato Evgenidze (5) | - Mùa 1, 2014: Tornike Kipiani - Mùa 2, 2015: Giorgi Nakashidze - Mùa 3, 2016: Avto Abeslamidze - Mùa 4, 2017: Sandro Kurcxalidze - Mùa 5, 2018: Anri Guchmanidze |
| Germany | X Factor | VOX (1–3) Sky 1 (4)                                                                                       | - Jochen Schropp (1–3) - Janin Reinhardt (backstage, 2) - Charlotte Würdig (4) - Bence Istenes (4) | - Sarah Connor (1–3) - Till Brönner (1–2) - George Glueck (1) - Das Bo (2) - Sandra Nasic (3) - HP Baxxter (3) - Moses Pelham (3) - Sido (4) - Lions Head (4) - Jennifer Rostock (4) - Thomas Anders (4) | - Mùa 1, 2010: Edita Abdieski - Mùa 2, 2011: David Pfeffer - Mùa 3, 2012: Mrs. Greenbird - Mùa 4, 2018: EES & The Yes-Ja! Band |
| Greece · Cyprus | The X Factor | Mega TV (7–)<br ANT1 (1–3) Skai TV (4–5) Sigma TV (4–5) Open TV (6) Omega (6)                             | - TBA (7–) - Sakis Rouvas (1–5) - Despina Vandi (6) - Giorgos Lianos (auditions, 1–3) - Despina Kampouri (auditions, 1–2) - Maria Sinatsaki (auditions, 3) - Evangelia Aravani (backstage, 4–5) - Aris Makris (backstage, 6) | - TBA (7–) - Giorgos Theofanous (1–4, 6) - George Levendis (1–3) - Katerina Gagaki (1–3) - Nikos Mouratidis (1–3) - Tamta (4–5) - Peggy Zina (4) - Thodoris Marantinis (4) - Giorgos Papadopoulos (5) - Babis Stokas (5) - Giorgos Mazonakis (5) - Melina Aslanidou (6) - Christos Mastoras (6) - Michael Tsaousopoulos (6) | - Mùa 1, 2008–09: Loukas Giorkas - Mùa 2, 2009–10: Stavros Michalakakos - Mùa 3, 2010–11: Haris Antoniou - Mùa 4, 2016: Andreas Leontas - Mùa 5, 2017: Panagiotis Koufogiannis - Mùa 6, 2019: Giannis Grosis - Mùa 7, 2022: TBA |
| Hungary | X-Faktor | RTL Klub Website                                                                                          | - Dávid Miller (10–) - Ramóna Kiss (7–9) - Nóra Ördög (1–3) - Bence Istenes (4–6) - Balázs Sebestyén (1) - Lilu (4) - Dóra Kovács (backstage, 6) - Alexandra Koholák (backstage, 7) - Zsófi Szabó (backstage, 8–9) | - Adél Csobot (10–) - Laci Gáspár (6–) - Peti Puskás (6–) - ByeAlex (6–) - Bogi Dallos (9) - Péter Geszti (1–4) - Ildikó Keresztes (1–3) - Miklós Malek (1–3) - Feró Nagy (1–3) - Róbert Alföldi (4–5) - Róbert Szikora (4–5) - Gabi Tóth (4–6) - Gigi Radics (7–8) - Little G Weevil (5) | - Mùa 1, 2010: Csaba Vastag - Mùa 2, 2011: Tibor Kocsis - Mùa 3, 2012: Gergő Oláh - Mùa 4, 2013: Dóra Danics - Mùa 5, 2014: Andi Tóth - Mùa 6, 2016: Barbara Opitz - Mùa 7, 2017: Ricco & Claudia - Mùa 8, 2018: USNK - Mùa 9, 2019: Tibor Ruszó - Mùa 10, 2021: TBA |
| Iceland | X Factor | Stöð 2 Website                                                                                            | - Halla Vilhjálmsdóttir (1) | - Einar Bárðarson (1) - Elínborg Halldórsdóttir (1) - Páll Óskar Hjálmtýsson (1) | - Mùa 1, 2006–07: Jógvan Hansen |
| India | X Factor India | Sony Entertainment TV Website                                                                             | - Aditya Narayan | - Sonu Nigam - Shreya Ghoshal - Sanjay Leela Bhansali | - Mùa 1, 2011: Geet Sagar |
| Indonesia | X Factor Indonesia | RCTI Website                                                                                              | - Robby Purba (1–) | - Anggun (1) - Ahmad Dhani (1–2) - Bebi Romeo (1–2) - Rossa (1–) - Afgan (2) - Anang Hermansyah (3–) - Bunga Citra Lestari (3–) - Ariel "Noah" (3–) - Judika (3–) | - Mùa 1, 2012–13: Fatin Shidqia - Mùa 2, 2015: Jebe & Petty - Mùa3, 2021–22: TBA |
| Iran | Stage | Manoto | - Raha Etemadi | - Shahram Azar - Hamed Nikpay - Babak Saeedi - Reza Rohani | - Mùa 1, 2016: Amirhossein Eftekhari - Mùa 2, 2017: Alireza Saremi |
| Israel | The X Factor ישראל The X Factor Israel                                                                                        | Reshet 13 (3–) Website Lưu trữ ngày 28 tháng 10 năm 2016 tại Wayback Machine Channel 2 (1–2) Reshet (1–2) | - Liron Weizman (4-) - Bar Refaeli (1-3) | - Netta Barzilai (4-) - Ran Danker (4-) - Aviv Geffen (4-) - Margol (4-) - Miri Mesika (4-) - Moshe Peretz (1–3) - Ivri Lider (1–3) - Rami Fortis (1–2) - Shiri Maimon (1–3) - Subliminal (3) | - Mùa 1, 2013–14: Rose Fostanes - Mùa 2, 2015: Daniel Yafe - Mùa 3, 2017–18: Eden Alene - Mùa 4, 2021: TBD |
| Italy | X Factor | Sky Uno (5–13) TV8 (10–) Website Rai 2 (1–4)                                                              | - Ludovico Tersigni (15-) - Alessandro Cattelan (5–14) - Francesco Facchinetti (1–4; Xtra Factor, 4) - Alessandra Barzaghi (Xtra Factor, 4) - Max Novaresi (Xtra Factor, 5–6) - Brenda Lodigiani (Xtra Factor, 5–6) - Matteo Bordone (Xtra Factor, 7–8) - Mara Maionchi (Xtra Factor, 8–11) - Aurora Ramazzotti (X Factor daily, 9–11) - Daniela Collu (Xtra Factor, 9–13)                                                                                           | - Mika (7–9, 14–) - Manuel Agnelli (10–12, 14–) - Emma Marrone (14–) - Hell Raton (14–) - Mara Maionchi (1–4, 11–13) - Morgan (1–3, 5–8) - Simona Ventura (1–2, 5–7) - Claudia Mori (3) - Anna Tatangelo (4) - Enrico Ruggeri (4) - Elio (4–7, 9) - Arisa (5–6, 10) - Fedez (8–12) - Victoria Cabello (8) - Skin (9) - Álvaro Soler (10) - Levante (11) - Lodo Guenzi (12) - Samuel (13) - Malika Ayane (13) - Sfera Ebbasta (13) | - Mùa 1, 2008: Aram Quartet - Mùa 2, 2008–09: Matteo Becucci - Mùa 3, 2009: Marco Mengoni - Mùa 4, 2010: Nathalie - Mùa 5, 2011: Francesca Michielin - Mùa 6, 2012: Chiara Galiazzo - Mùa 7, 2013: Michele Bravi - Mùa 8, 2014: Lorenzo Fragola - Mùa 9, 2015: Giosada - Mùa 10, 2016: Soul System - Mùa 11, 2017: Lorenzo Licitra - Mùa 12, 2018: Anastasio - Mùa 13, 2019: Sofia Tornambene - Mùa 14, 2020: Casadilego - Mùa 15, 2021: TBA                                                 |
| Japan | X Factor Okinawa Japan | Okinawa TV Website                                                                                        | - Jon Kabira - Naomi Watanabe | - Kaz Utsunomiya - Rino Nakasone - Kiyoshi Matsuo | - Mùa 1, 2013–14: Sky's the Limit |
| Kazakhstan | X Factor | Perviy Kanal Evraziya Website Lưu trữ ngày 4 tháng 2 năm 2019 tại Wayback Machine                         | - Daniyar Dzumadilov (7–) - Adil Liyan (1) - Arnur Istybaev (2–6) | - Nagima Eskalieva - Nurbergen Makhambetov (5 from live–) - Anatoliy Tsoy (8–) - Alexander Shevchenko (1–5) - Sultana Karazhigitova (1–2, until live) - Ismail Igіlmanov (2, from live) - Erlan Kokeev (3) - Dilnaz Akhmadieva (4–5, until live, 7) - Eva Becher (6) | - Mùa 1, 2011: Dariya Gabdull - Mùa 2, 2012: Andrey Tikhonov - Mùa 3, 2013: Evgeniya Barysheva - Mùa 4, 2013: Kairat Kapanov - Mùa 5, 2014: Evgeny Vyblov - Mùa 6, 2015: Astana Kargabay - Mùa 7, 2018: Dilnura Birzhanova - Mùa 8, 2020–21: TBA |
| Bản mẫu:FLAG | X Faktors | TV3 Website                                                                                               | - Markus Riva | - Reinis Sējāns - Aija Auškāpa - Intars Busulis - Marats Ogļezņevs (3–) | - Mùa 1, 2017: Artūrs Gruzdiņš - Mùa 2, 2018: Kattie - Mùa 3, 2019: Elīna Gluzunova - Mùa 4, 2021: Current season |
| Lithuania | X Faktorius | TV3 | - Mindaugas Stasiulis (5–) - Mindaugas Rainys (5–) - Marijonas Mikutavičius (1) - Martynas Starkus (2–4) | - Saulius Prūsaitis - Saulius Urbonavičius - Marijonas Mikutavičius (2–) - Justina Arlauskaitė-Jazzu (3–) - Vytautas Šapranauskas (1) - Rūta Ščiogolevaitė (1–2) - Andrius Mamontovas (5, 71) | - Mùa 1, 2012–13: Giedrė Vokietytė - Mùa 2, 2013–14: Žygimantas Gečas - Mùa 3, 2015–16: Monika Pundziūtė - Mùa 4, 2016–17: Iglė Bernotaitytė - Mùa 5, 2017–18: 120 - Mùa 6, 2018–19: Good Time Boys - Mùa 7, 2019: Milda Martinkėnaitė - Mùa 8, 2021: TBA |
| Lithuania | X Faktorius. Žvaigždės X Factor. Stars                                                                                        | TV3 | - Mindaugas Stasiulis - Mindaugas Rainys | - Saulius Prūsaitis - Saulius Urbonavičius - Marijonas Mikutavičius - Justina Arlauskaitė-Jazzu | - Mùa 1, 2020: Milita Daikerytė |
| Malta | X Factor Malta | TVM | - Ben Camille | - Howard Keith Debono - Ira Losco - Ivan Grech (3–) - Philippa Naudi (3–) - Ray Mercieca (1–2) - Alexandra Alden (1–2) | - Mùa 1, 2018–19: Michela Pace - Mùa 2, 2019–20: Destiny Chukunyere - Mùa 3, 2021: TBA |
| Myanmar | The X Factor Myanmar | MRTV 4 | - Zaw Htet (1) - Hmu Thiha Thu (2) | - Si Thu Lwin (1–2) - Nge Nge (1–2) - Eaint Chit (1) - Za War (1–2) - Zam Nuu (2) | - Mùa 1, 2016:Htun Naung Sint - Mùa 2, 2017: David Derrick |
| Netherlands | X Factor | RTL 4 Website                                                                                             | - Wendy van Dijk (1–4) - Martijn Krabbe (2–5) - Nathalie Bulters (Backstage, 3) - Eva Treurniet (Backstage, 3) - Lieke van Lexmond (Backstage, 4) - Ferry Doedens (Backstage, 5) | - Henkjan Smits (1) - Marianne van Wijnkoop (1) - Henk Temming (1) - Eric van Tijn (2–4) - Stacey Rookhuizen (2–4) - Angela Groothuizen (2–5) - Gordon Heuckeroth (2–5) - Ali Bouali (5) - Candy Dulfer (5) | - Mùa 1, 2007: Sharon Kips - Mùa 2, 2009: Lisa Hordijk - Mùa 3, 2010: Jaap Reesema - Mùa 4, 2011: Rochelle Perts - Mùa 5, 2013: Haris Alagic |
| Bản mẫu:FLAG | The X Factor | TV3 Website Lưu trữ ngày 18 tháng 1 năm 2017 tại Wayback Machine                                          | - Dominic Bowden - Guy Williams (The Xtra Factor, 2) - Sharyn Casey (The Xtra Factor, 2) - Clint Roberts (The Xtra Factor, 2) - Caito Potatoe aka Caitlin Davidson (The X Factor RAW, 2) | - Daniel Bedingfield (1) - Ruby Frost (1) - Stan Walker (1–2) - Melanie Blatt (1–2) - Natalie Bassingthwaighte (2) - Shelton Woolright (2) | - Mùa 1, 2013: Jackie Thomas - Mùa 2, 2015: Beau Monga |
| Norway | X Factor | TV 2 | - Ravi (2) - Guri Solberg (2) - Peter Moi Brubresko (Xtra Factor) - Katarina Flatland (Xtra Factor) - Charlotte Thorstvedt (1) | - Jan Fredrik Karlsen - Elisabeth Andreassen (2) - Marion Ravn (2) - Klaus Sonstad (2) - Mira Craig (1) - Peter Peters (1) | - Mùa 1, 2009: Chand Torsvik - Mùa 2, 2010: Hans Bollandsås |
| Philippines | The X Factor Philippines | ABS–CBN                                                                                                   | - KC Concepcion | - Martin Nievera - Gary Valenciano - Pilita Corrales - Jake Zyrus | - Mùa 1, 2012: KZ Tandingan |
| Poland | X Factor | TVN Website                                                                                               | - Patricia Kazadi (3–4) - Jarosław Kuźniar (1–2) | - Czesław Mozil (1–4) - Kuba Wojewódzki (1–4) - Tatiana Okupnik (2–4) - Ewa Farna (4) - Maja Sablewska (1) | - Mùa 1, 2011: Gienek Loska - Mùa 2, 2012: Dawid Podsiadło - Mùa 3, 2013: Klaudia Gawor - Mùa 4, 2014: Artem Furman |
| Portugal | Factor X | SIC | - João Manzarra (1–2) - Cláudia Vieira (2) - Bárbara Guimarães (1) - Carolina Torres (Factor Extra) (1–2) - Tiago Silva (Factor F) | - Sónia Tavares (1–2) - Paulo Junqueiro (1–2) - Paulo Ventura (1–2) - Miguel Guedes (2) | - Mùa 1, 2013–14: Berg - Mùa 2, 2014: Kika Kardoso |
| Romania | X Factor | Antena 1 Website Lưu trữ ngày 31 tháng 12 năm 2011 tại Wayback Machine                                    | - Răzvan Simion (1–7, 9–) - Dani Oțil (1–7, 9–) - Mihai Bendeac (8) - Vlad Dragulin (8) | - Delia Matache (2–) - Ștefan Bănică, Jr. (4–) - Loredana Groza (9–) - Florin Ristei (9–) - Paula Seling (1) - Mihai Morar (1) - Adrian Sînă (1) - Dan Bittman (2–3) - Cheloo (2–3) - Horia Brenciu (4–8) - Carla's Dreams (6–8) | - Mùa 1, 2011–12: Andrei Leonte - Mùa 2, 2012: Tudor Turcu - Mùa 3, 2013: Florin Ristei - Mùa 4, 2014: Adina Răducan - Mùa 5, 2015: Florin Răduţă - Mùa 6, 2016: Olga Verbiţchi - Mùa 7, 2017: Jeremy Ragsdale - Mùa 8, 2018: Bella Santiago - Mùa 9, 2020: Andrada Precup - Mùa 10, 2021: TBA |
| Russia | Секрет успеха Secret of Success (1–2) Фактор А The A Factor (3–5) Главная сцена The Main Stage (6–7)                          | RTR (1–2) Website Russia 1 (3–7) Website Lưu trữ ngày 22 tháng 12 năm 2012 tại archive.today              | - Aleksey Chumakov (1–2, 4) - Yelena Vorobey (1–2) - Philipp Kirkorov (3–5) - Volodymyr Zelensky (3) - Grigory Leps (6) - Garik Martirosyan (6) - Nargiz Zakirova (7) - Ernest Matskyavichus (7) | - Valeriy Meladze (1–2) - Valery Garkalin (2) - Tigran Keosayan (2) - Katerina Von Gechmen–Valdek (1) - Aleksandr Revzin (1) - Lolita Milyavskaya (3–5) - Roman Emelyanov (3–5) - Igor Nikolayev (4–5) - Alla Pugacheva (chairperson, 3–5) - Boris Krasnov (3) - Walter Afanasieff (6) - Zhanna Rozhdestvenskaya (6) - Yuri Antonov (6) - Sergey Chigrakov (6) - Valery Leontiev (7) - Diana Arbenina (7) - Elena Vaenga (7) - Vladimir Presnyakov (7) - Nikolai Noskov (7, only auditions) - Judges-producer - Walter Afanasieff (6) - Konstantin Meladze (6) - Maxim Fadeev (6) - Igor Matvienko (6) - Viktor Drobysh (6) | - Mùa 1, 2005: Vladimir Sapovsky - Mùa 2, 2007: Nikolay Timokhin - Mùa 3, 2011: Sergei Savin - Mùa 4, 2012: Alexey Sulima - Mùa 5, 2013: Mali - Mùa 6, 2015: Sardor Milano - Mùa 7, 2015–16: Arseny Borodin |
| Slovenia | X Faktor | POP TV | - Peter Poles - Vid Valič | - Damjan Damjanovič - Jadranka Juras - Aleš Uranjek | - Mùa 1, 2012: Demetra Malalan |
| South Africa | The X Factor SA | SABC 1 Website Lưu trữ ngày 3 tháng 9 năm 2014 tại Wayback Machine                                        | - Andile Ncube | - Arno Carstens - Oskido - Zonke | - Mùa 1, 2015: FOUR |
| Spain | Factor X | Cuatro (1–2) Telecinco (3)                                                                                | - Nuria Roca (1–2) - Jesús Vázquez (3) - Xtra Factor - Nando Escribano (3) | - Miqui Puig (1–2) - Jorge Flo (1–2) - Eva Perales (1–2) - Laura Pausini (3) - Risto Mejide (3) - Xavi Martínez (3) - Fernando Montesinos (3) | - Mùa 1, 2007: María Villalón - Mùa 2, 2008: Vocal Tempo - Mùa 3, 2018: Pol Granch - Mùa 4, 2019: Bị hủy |
| Sweden | X Factor | TV4 | - David Hellenius | - Andreas Carlsson - Marie Serneholt - Orup - Ison Glasgow | - Mùa 1, 2012: Awa Santesson-Sey |
| Thailand | The X Factor Thailand | Workpoint TV Website                                                                                      | - Krit Sripoomseth | - Nitipong Honark - Jennifer Kim - Saksit Vejsupaporn - Chalatit Tantiwut | - Mùa 1, 2017: Slow |
| Turkey | X Factor: Star Işığı | Kanal D Website                                                                                           | - Current - Bülent Şakrak (1–) - Former - Kadir Doğulu (1) | - Ziynet Sali (1a) - Emre Aydın (1a) - Ömer Karacan (1a) - Armağan Çağlayan (1a) - Nigar Jamal (1b) - Sinan Akçıl (1b) - Atiye (1b) - Nihat Odabaşı (1b) | - Mùa 1, 2014: Bị hủy |
| Ukraine | The X Factor | STB Website Lưu trữ ngày 25 tháng 1 năm 2016 tại Wayback Machine                                          | - Current - Andrey Bednyakov (7–9) - Oksana Marchenko (1–7) - Daria Tregubova(10–) | - Current - Andriy Danylko (7–) - Anastasiya Kamenskykh (8–) - Olya Polyakova (10–) - Igor Kondratiuk (1–6, 10–) - Former - Sergey Sosedov (1–6) - Yolka (1–2) - Seryoga (1–4) - Irina Dubtsova (3–4) - Nino Katamadze (5–6) - Ivan Dorn (5) - Andriy Khlyvniuk (6) - Kostiantyn Meladze (7) - Julia Sanina (7) - Anton Savlepov (7) - Dmytro Shurov (8–9) - Oleg Vinnik (8–9) | - Mùa 1, 2010–11: Olexiy Kuznetsov - Mùa 2, 2011–12: Viktor Romanchenko - Mùa 3, 2012–13: Aida Nikolaychuk - Mùa 4, 2013–14: Oleksandr Poriadynsky - Mùa 5, 2014: Dmytro Babak - Mùa 6, 2015: Kostyantyn Bocharov - Mùa 7, 2016: Sevak Khanagyan - Mùa 8, 2017: Misha Panchishyn - Mùa 9, 2018: ZBSband - Mùa 10, 2019: Elina Ivashchenko - Mùa 11, 2021: TBA |
| Anh Quốc (Gốc)2 | The X Factor | ITV Website                                                                                               | - Former - Kate Thornton (1-3) - Dermot O'Leary (4-11, 13-15) - Caroline Flack†(12) - Olly Murs (12) - Digital - Roman Kemp (13) - Becca Dudley (14–15) - Tinea Taylor (15) - The Xtra Factor - Ben Shephard (1–3) - Fearne Cotton (4) - Holly Willoughby (5–6) - Konnie Huq (7) - Caroline Flack†(8–10) - Olly Murs (8–9) - Matt Richardson (10) - Sarah-Jane Crawford (11) - Rochelle Humes (12) - Melvin Odoom (12) - Rylan Clark-Neal (13) - Matt Edmondson (13) | - Former - Simon Cowell (1–7, 11–15) - Louis Walsh (1–11, 13–14) - Sharon Osbourne (1–4, 10, 13–14) - Dannii Minogue (4–7) - Cheryl (5–7, 11–12) - Kelly Rowland (8) - Tulisa (8-9) - Gary Barlow (8–10) - Nicole Scherzinger (9–10, 13–14) - Mel B (11) - Rita Ora (12) - Nick Grimshaw (12) - Robbie Williams (15) - Ayda Field (15) - Louis Tomlinson (15) | - Mùa 1, 2004: Steve Brookstein - Mùa 2, 2005: Shayne Ward - Mùa 3, 2006: Leona Lewis - Mùa 4, 2007: Leon Jackson - Mùa 5, 2008: Alexandra Burke - Mùa 6, 2009: Joe McElderry - Mùa 7, 2010: Matt Cardle - Mùa 8, 2011: Little Mix - Mùa 9, 2012: James Arthur - Mùa 10, 2013: Sam Bailey - Mùa 11, 2014: Ben Haenow - Mùa 12, 2015: Louisa Johnson - Mùa 13, 2016: Matt Terry - Mùa 14, 2017: Rak-Su - Mùa 15, 2018: Dalton Harris                                                          |
| Anh Quốc (Gốc)2 | The X Factor: Battle of the Stars                                                                                             | ITV Website                                                                                               | - Kate Thornton | - Louis Walsh - Sharon Osbourne - Simon Cowell | - Mùa 1, 2006: Lucy Benjamin |
| Anh Quốc (Gốc)2 | The X Factor: Celebrity | ITV Website                                                                                               | - Dermot O'Leary | - Louis Walsh - Nicole Scherzinger - Simon Cowell | - Mùa 1, 2019: Megan McKenna |
| Anh Quốc (Gốc)2 | The X Factor: The Band | ITV Website                                                                                               | - Dermot O'Leary | - Leona Lewis - Nicole Scherzinger - Simon Cowell | - Mùa 1, 2019: Real Like You |
| Hoa Kỳ | The X Factor | Fox (1–3) Website Lưu trữ ngày 3 tháng 11 năm 2012 tại Wayback Machine                                    | - Steve Jones (1) - Khloé Kardashian (2) - Mario Lopez (2–3) | - Simon Cowell (1–3) - L.A. Reid (1–2) - Nicole Scherzinger (1) - Paula Abdul (1) - Demi Lovato (2–3) - Britney Spears (2) - Kelly Rowland (3) - Paulina Rubio (3) | - Mùa 1, 2011: Melanie Amaro - Mùa 2, 2012: Tate Stevens - Mùa 3, 2013: Alex & Sierra |
| Hoa Kỳ | El Factor X The X Factor (Spanish Kids version)                                                                               | MundoFox                                                                                                  | - Poncho de Anda (1) | - Belinda (1) - Angélica María (1) - Chyno Miranda (1) - Nacho (1) | - Mùa 1, 2013: Los Tres Charritos |
| Vietnam | The X Factor Vietnam Nhân tố bí ẩn                                                                                            | VTV3 | - Thành Trung (2) - Gil Lê (2) - Nguyên Khang (1) - Thu Thủy (1) | - Hồ Quỳnh Hương (1–2) - Dương Khắc Linh (1–2) - Hồ Ngọc Hà (1) - Đàm Vĩnh Hưng (1) - Thanh Lam (2) - Tùng Dương (2) | - Mùa 1, 2014: Giang Hồng Ngọc - Mùa 2, 2016: Trần Minh Như |
| West Africa | X Factor | AIT, NTA, STV, ViaSat, WAP TV                                                                             | - Toolz | - M.I - Reggie Rockstone - Onyeka Onwenu | - Mùa 1, 2013: DJ Switch |